# Novosevastopol'skoe
Novosevastopol'skoe (in lingua russa Новосевастопольское) è un centro abitato dell'Adighezia, situato nel Krasnogvardejskij rajon. La popolazione era di 794 abitanti al dicembre 2018. Ci sono 15 strade.